# Valstagna
Valstagna é uma comuna italiana da região do Vêneto, província de Vicenza, com cerca de 1.957 habitantes. Estende-se por uma área de 25 km², tendo uma densidade populacional de 78 hab/km². Faz fronteira com Asiago, Campolongo sul Brenta, Cismon del Grappa, Conco, Enego, Foza, San Nazario.

## Demografia
| Variação demográfica do município entre 1861 e 2011                               |
|                                                                                   |
| Fonte: Istituto Nazionale di Statistica (ISTAT) - Elaboração gráfica da Wikipedia |